# Adjud
Adjud (ungarisch Egyedhalma) ist eine Stadt im Kreis Vrancea in Rumänien.

## Geographische Lage
Adjud liegt in der historischen Region Westmoldau im Vorland der Ostkarpaten, in der Nähe der Einmündung des Trotuș in den Siret. Die Kreishauptstadt Focșani befindet sich etwa 50 Kilometer südlich von Adjud entfernt.

## Geschichte
Die ältesten archäologischen Funde der Region stammen aus der Bronzezeit. Im Jahr 1433 wurde Adjud erstmals urkundlich erwähnt. 1838 erhielt der Ort das offizielle Marktrecht, 1920 wurde er zur Stadt erhoben. Aufgrund seiner Lage ist der Ort seit Jahrhunderten ein wichtiger lokaler Handelsplatz. Heute ist die Leichtindustrie (Textil- und Papierherstellung) von vorrangiger Bedeutung.

## Bevölkerung
Bei der Volkszählung 2002 wurden in der Stadt 17.585 Einwohner registriert, darunter 17.073 Rumänen, 499 Roma und 11 Ungarn bzw. Tschangos.

## Verkehr
Adjud ist ein bedeutender Eisenbahnknotenpunkt im Osten Rumäniens. Hier zweigt von der wichtigen Fernverbindung von Bukarest nach Suceava die Bahnstrecke Richtung Sfântu Gheorghe in Siebenbürgen ab. Regelmäßiger Busverkehr besteht u. a. nach Bacău und Focșani. Durch die Stadt führt die Nationalstraße 2 – Teil der Europastraße 85.

## Sehenswürdigkeiten
- Kloster Sihastru
- Landschaft in den Tälern des Siret und des Trotuș

## Söhne und Töchter der Stadt
- Emil Botta (1911–1977), Dichter
- Nelly Miricioiu (* 1952), Opernsängerin
- Minodora Cliveti (* 1955), Politikerin
- Angela Gheorghiu (* 1965), Opernsängerin
- Alexandru Novac (* 1997), Leichtathlet